# پای گردوی آمریکایی
پای گردوی آمریکایی (انگلیسی: Pecan pie) یک پای از آجیل گردو آمریکایی است که از تخم‌مرغ، کره (لبنیات) و شکر (معمولا شربت ذرت) پر شده‌است.